# Dingsken
Dingsken is een carnavalsbeeld in de Belgische stad Ninove. Het beeld is in 2010 geplaatst op het Burgemeester Behnplein nabij de Koepoort als eerbetoon aan de overleden carnavalisten. Het beeld stelt een moe gefeeste carnavalist voor die niet meer op zijn benen kan staan. Met een wortel wijst hij richting de Koepoort. De carnavalist is geslachtsloos. Voor het beeld is een plakkaat aangebracht met een gedicht van de stadsdichter.
De Ninoofse carnavalsstoet houdt er telkens halt voor een minuut stilte ter ere van de overleden carnavalisten in de stad.
Het beeld is gevlochten met koperdraad en is gemaakt door William Arijs.
In november 2010 moest het beeld opnieuw geplaatst worden nadat het door vandalisme was beschadigd. Sindsdien wordt het beeld omgeven door een beschermende glasplaat.